# All Out (2022)
All Out (2022) – gala wrestlingu wyprodukowana przez federację i dla zawodników All Elite Wrestling (AEW). Odbyło się 4 września 2022 w Now Arena w Hoffman Estates w stanie Illinois. Emisja była przeprowadzana na żywo przez serwis strumieniowy B/R Live w Ameryce Północnej i za pośrednictwem FITE TV na całym świecie oraz w systemie pay-per-view. Była to czwarta gala w chronologii cyklu All Out.
Na gali odbyło się piętnaście walk, w tym cztery podczas pre-show Zero Hour. W walce wieczoru, CM Punk pokonał Jona Moxleya i zdobył AEW World Championship. W innych ważnych walkach, Chris Jericho pokonał Bryana Danielsona, The Elite (Kenny Omega i The Young Bucks (Matt Jackson i Nick Jackson)) pokonał "Hangman" Adama Page’a i The Dark Order (Alexa Reynoldsa i Johna Silvera) zostając inauguracyjnymi posiadaczami AEW World Trios Championship oraz MJF niezapowiedzianie powrócił jako uczestnik joker i wygrał Casino Ladder match.

## Produkcja
All Out oferowało walki profesjonalnego wrestlingu z udziałem wrestlerów należących do federacji All Elite Wrestling. Oskryptowane rywalizacje (storyline’y) kreowane są podczas cotygodniowych gal Dynamite, Rampage, Dark, AEW Dark: Elevation oraz podczas odcinków serii Being The Elite. Wrestlerzy są przedstawieni jako heele (negatywni, źli zawodnicy i najczęściej wrogowie publiki) i face’owie (pozytywni, dobrzy i najczęściej ulubieńcy publiki), którzy rywalizują pomiędzy sobą w seriach walk mających budować napięcie. Kulminacją rywalizacji jest walka wrestlerska lub ich seria.

### Rywalizacje
3 czerwca 2022 roku na odcinku Rampage, AEW World Champion CM Punk, który zdobył tytuł zaledwie kilka dni wcześniej na Double or Nothing, ogłosił, że jest kontuzjowany i wymaga operacji. Początkowo chciał zrezygnować z tytułu; jednak prezes AEW, Tony Khan, zdecydował, że tymczasowy mistrz zostanie koronowany do czasu powrotu Punka, po czym Punk zmierzy się z tymczasowym mistrzem, aby wyłonić niekwestionowanego mistrza. Jon Moxley został koronowany na tymczasowego mistrza w miejscu Punka na AEW x NJPW: Forbidden Door 26 czerwca. Podczas specjalnego odcinka Dynamite Quake by the Lake 10 sierpnia, Punk powrócił i skonfrontował się z Moxleyem, wdając się w spór o tytuł. Na All Out zaplanowano walkę, która miała wyłonić niekwestionowanego AEW World Championa. Jednak z powodu gorących konfrontacji pomiędzy nimi ogłoszono, że walka odbędzie się 24 sierpnia na odcinku Dynamite, gdzie Moxley szybko pokonał Punka, stając się niekwestionowanym AEW World Championem. W następnym tygodniu na Dynamite, Moxley wystawił otwarty kontrakt na walkę o mistrzostwo na All Out, w którym Punk podpisał kontrakt. Rewanż o mistrzostwo został następnie zaplanowany na All Out.
27 lipca 2022 roku, na specjalnym odcinku Dynamite nazwanym Fight for the Fallen, All Elite Wrestling (AEW) ogłosiło turniej o inauguracyjny AEW World Trios Championship, którego kulminacja będzie na pay-per-view All Out 4 września 2022 roku. W przeciwieństwie do AEW World Tag Team Championship, który jest standardowym tytułem tag team, o które walczą drużyny składające się z dwóch wrestlerów, Trios Championship obejmuje drużyny składające się z trzech wrestlerów.
Na AEW x NJPW: Forbidden Door, Thunder Rosa pokonała Toni Storm i obroniła AEW Women’s World Championship. 3 sierpnia 2022, Storm została numerem 1 w żeńskim rankingu AEW, a podczas odcinka Dynamite z 17 sierpnia, ogłoszono rewanż o tytuł pomiędzy Rosą a Storm na All Out. Tydzień później, wstrząśnięta i rozpłakana Rosa ogłosiła, że nie może walczyć na All Out z powodu kontuzji i ogłoszono Four-Way match o tymczasowy tytuł pomiędzy Storm, Dr. Britt Baker, D.M.D., Jamie Hayter i Hikaru Shidą.
Podczas odcinka Rampage z 19 sierpnia zostało ogłoszone, że na All Out odbędzie się Casino Ladder match, a zwycięzca zdobędzie żeton pokerowy na przyszłą walkę o AEW World Championship w wybranym przez niego miejscu i czasie. 31 sierpnia, prezes AEW Tony Khan na swoim Twitterze ogłosił uczestników walki, którymi zostali ROH World Champion Claudio Castagnoli, ROH Pure Champion Wheeler Yuta, Penta El Zero Miedo, Rey Fénix, Rush, Andrade El Idolo oraz Dante Martin, a także zawodnik „dżoker” który nie został ogłoszony.
15 czerwca 2022 podczas specjalnego odcinka Dynamite: Road Rager, Jurassic Express (Jungle Boy i Luchasaurus) straciło tytuły na rzecz The Young Bucks (Matt Jackson i Nick Jackson), a po walce Boy został zaatakowany przez Christiana Cage’a, który tym samym przeszedł heel turn. Na specjalnym odcinku Dynamite: Blood and Guts dwa tygodnie później Luchasaurus dopasował się do Cage’a, przechodząc heel turn i pozornie kończąc Jurassic Express. Jednak na Fyter Fest 20 lipca 2022 roku Luchasaurus zszedł z drogi i pozwolił powracającemu Jungle Boyowi uderzyć Cage’a stalowym krzesłem, najwyraźniej ponownie łącząc Jurassic Express. 17 sierpnia na odcinku Dynamite, Boy wyzwał Cage’a na walkę na All Out, jednak ten odrzucił wyzwanie, ale tydzień później w segmencie za kulisami gdzie Cage udzielał wywiadu, zgodził się na wyzwanie Boya, a tym samym walka Boya z Cage’em została ogłoszona na All Out.

## Konferencja po gali i wydarzenia po niej
W medialnym scrum po gali, CM Punk miał problemy z niektórymi członkami mediów wrestlingowych, gdy omawiał problemy za kulisami z kolegami z AEW. Punk po raz pierwszy opisał Scotta Coltona (Colt Cabana) jako kogoś, kto „nie chciał widzieć mnie na szczycie”, przedyskutował swoje pozwy przeciwko sobie i powiedział, że „nie przyjaźni się z tym facetem od co najmniej 2014 roku, późno 2013”. Później Punk stwierdził, że Colton „współdzieli konto bankowe ze swoją matką, co mówi ci wszystko, co musisz wiedzieć o tym, jaki to jest charakter”. Punk zaprzeczył plotkom, jakoby próbował zwolnić Coltona, co potwierdził prezes AEW Tony Khan. Punk skrytykował również „nieodpowiedzialnych ludzi, którzy nazywają siebie EVP” (wiceprezesami wykonawczymi AEW są Kenny Omega i The Young Bucks, Matt i Nick Jackson), mówiąc, że „nie mogliby kurwa zarządzać Targetem” i oskarżył ich o „szerzenie kłamstw i bzdur i umieszczamie ich w mediach, że zwolnił [Colta Cabanę], kiedy mam z nim wszystko do cholery, nie chcę mieć z nim nic wspólnego. Nie obchodzi mnie, gdzie pracuje, gdzie nie pracuje. Gdzie je, gdzie śpi”. Punk później wskazał, że próbował „sprzedać bilety, zapełniając areny”, podczas gdy EVP zachowywali się jak „głupi faceci [którzy] myślą, że są w Resedadzie”, gdzie miała swoją siedzibę Pro Wrestling Guerrilla.
Następnie Punk skrytykował "Hangman" Adama Page’a jako „pustogłowego, pieprzonego, durnego skurwysyna”, który w ogólnokrajowej telewizji zaczął „zajmować się biznesem dla siebie” i dalej nawiązywał do Page’a jako „ktoś, kto nie zrobił nic cholernego w tym biznesie [który] naraził na niebezpieczeństwo pierwszy dom za milion dolarów, który ta firma zabrała mi z pleców”. Punk powiedział później w odniesieniu do Page’a: „Nasza szatnia, pomimo całej mądrości i błyskotliwości, jaką ma, nie jest warta gówna, gdy masz pustego idiotę, który nigdy nie robił niczego w biznesie, przeprowadzaj publiczne wywiady i mówisz, Ja tak naprawdę nie słucham rad”. Punk określił MJF-a jako „niezwykle utalentowaną osobę”, ale powiedział również, że MJF „lubi srać tam, gdzie je, zamiast podlewać trawę”. Następnie Punk oznajmił ankieterowi: „Jestem ranny, jestem stary, jestem cholernie zmęczony i pracuję z pieprzonymi dziećmi”.
Wiele publikacji o wrestlingu, w tym Fightful, PWInsider i Wrestling Observer Newsletter, donosiło później, że komentarze Punka spowodowały bójkę pomiędzy Punkiem, Kennym Omegą, The Young Bucks i Acem Steelem — trenerem (producentem) AEW, który jest wieloletnim przyjacielem Punka.
W wyniku fizycznej kłótni następującej po wydarzeniach medialnych z All Out, prezes AEW, Tony Khan, zawiesił wszystkich zaangażowanych, w tym CM Punka, Ace’a Steela, Kenny’ego Omegę, The Young Bucks (Matta Jacksona i Nicka Jacksona), Pata Bucka, Christophera Danielsa, Michaela Nakazawę i Brandona Cutlera. 7 września, Khan otworzył odcinek Dynamite nagranym wcześniej wideo, ogłaszając, że mistrzostwa świata i trios zostały zwakowane ze skutkiem natychmiastowym.

## Wyniki walk
| Nr                                                                   | Wyniki | Stypulacje                                                    | Czas  |
| -------------------------------------------------------------------- | --- | ------------------------------------------------------------- | ----- |
| 1P                                                                   | Jericho Appreciation Society (Tay Melo i Sammy Guevara) (c) pokonali Ruby Soho i Ortiza poprzez pinfall | Mixed tag team match o AAA World Mixed Tag Team Championship  | 6:00  |
| 2P                                                                   | Hook (c) pokonał Angelo Parkera (z Mattem Menardem) poprzez submission | Singles match o FTW Championship                              | 3:55  |
| 3P                                                                   | Pac (c) pokonał Kipa Sabiana poprzez pinfall | Singles match o AEW All-Atlantic Championship                 | 12:25 |
| 4P                                                                   | Eddie Kingston pokonał Tomohiro Ishiiego poprzez pinfall | Singles match                                                 | 13:25 |
| 5                                                                    | MJF (z Stokelyem Hathawayem, Ethanem Pagem, Lee Moriartyem, Coltenem gunnem, Austinem Gunnem i W. Morrisseyem) pokonał Claudio Castagnoliego, Wheelera Yutę, Pentę El Zero Miedo, Reya Fénixa (z Alexem Abrahantesem), Rusha, Andrade El Idolo (z José the Assistantem) i Dante Martina | Casino Ladder match o przyszłą walkę o AEW World Championship | 14:15 |
| 6                                                                    | The Elite (Kenny Omega i The Young Bucks (Matt Jackson i Nick Jackson)) pokonali "Hangman" Adama Page’a i The Dark Order (Alexa Reynoldsa i Johna Silvera) poprzez pinfall | Finał turnieju o AEW World Trios Championship                 | 19:50 |
| 7                                                                    | Jade Cargill (c) (z Kierą Hogan i Leilą Grey) pokonała Athenę poprzez pinfall | Singles match o AEW TBS Championship                          | 4:20  |
| 8                                                                    | Wardlow i FTR (Cash Wheeler i Dax Harwood)) pokonali Jaya Lethala i The Motor City Machine Guns (Chrisa Sabina i Alexa Shelleya) poprzez pinfall | Six-man tag team match                                        | 16:30 |
| 9                                                                    | Powerhouse Hobbs pokonał Ricky’ego Starksa poprzez pinfall | Singles match                                                 | 5:05  |
| 10                                                                   | Swerve In Our Glory (Keith Lee i Swerve Strickland) (c) pokonali The Acclaimed (Anthony’ego Bowensa i Maxa Castera) (z Billym Gunnem) poprzez pinfall | Tag team match o AEW World Tag Team Championship              | 22:30 |
| 11                                                                   | Toni Storm pokonała Dr. Britt Baker, D.M.D. (z Rebel), Jamie Hayter i Hikaru Shidę poprzez pinfall | Four-way match o tymczasowy AEW Women’s World Championship    | 14:20 |
| 12                                                                   | Christian Cage (z Luchasaurusem) pokonał "Jungle Boy" Jacka Perry’ego poprzez pinfall | Singles match                                                 | 0:20  |
| 13                                                                   | Chris Jericho pokonał Bryana Danielsona poprzez pinfall | Singles match                                                 | 23:40 |
| 14                                                                   | House of Black (Malakai Black, Brody King i Buddy Matthews) pokonali Darby’ego Allina, Stinga i Miro (z Julią Hart) poprzez pinfall | Six-man tag team match                                        | 12:10 |
| 15                                                                   | CM Punk pokonał Jona Moxleya (c) poprzez pinfall | Singles match o AEW World Championship                        | 19:55 |
| (c) – mistrz/mistrzyni przed walkąP – walka miała miejsce w pre-show | |                                                               |       |

### Turniej o AEW World Trios Championship
|  | Ćwierćfinały Dynamite (17 i 24 sierpnia 2022) Rampage (19 i 26 sierpnia 2022) | Ćwierćfinały Dynamite (17 i 24 sierpnia 2022) Rampage (19 i 26 sierpnia 2022) | Ćwierćfinały Dynamite (17 i 24 sierpnia 2022) Rampage (19 i 26 sierpnia 2022) |                                                                   |                                                                   | Półfinały Dynamite (31 sierpnia 2022) Rampage (2 września 2022)   | Półfinały Dynamite (31 sierpnia 2022) Rampage (2 września 2022) | Półfinały Dynamite (31 sierpnia 2022) Rampage (2 września 2022) |  |  | Finał All Out (4 września 2022) | Finał All Out (4 września 2022) | Finał All Out (4 września 2022) |  |
|  |                                                                               |                                                                               |                                                                               |                                                                   |                                                                   |                                                                   |                                                                 |                                                                 |  |  |                                 |                                 |                                 |  |
|  | Death Triangle (Pac, Penta El Zero Miedo i Rey Fénix)                         | Death Triangle (Pac, Penta El Zero Miedo i Rey Fénix)                         | 24:51                                                                         |                                                                   |                                                                   |                                                                   |                                                                 |                                                                 |  |  |                                 |                                 |                                 |  |
|  | Death Triangle (Pac, Penta El Zero Miedo i Rey Fénix)                         | Death Triangle (Pac, Penta El Zero Miedo i Rey Fénix)                         | 24:51                                                                         |                                                                   |                                                                   |                                                                   |                                                                 |                                                                 |  |  |                                 |                                 |                                 |  |
|  | United Empire (Kyle Fletcher, Mark Davis i Will Ospreay)                      | United Empire (Kyle Fletcher, Mark Davis i Will Ospreay)                      | Pin                                                                           |                                                                   |                                                                   |                                                                   |                                                                 |                                                                 |  |  |                                 |                                 |                                 |  |
|  | United Empire (Kyle Fletcher, Mark Davis i Will Ospreay)                      | United Empire (Kyle Fletcher, Mark Davis i Will Ospreay)                      | Pin                                                                           |                                                                   | United Empire                                                     | United Empire                                                     | 18:59                                                           |                                                                 |  |  |                                 |                                 |                                 |  |
|  |                                                                               |                                                                               |                                                                               |                                                                   | United Empire                                                     | United Empire                                                     | 18:59                                                           |                                                                 |  |  |                                 |                                 |                                 |  |
|  |                                                                               |                                                                               | The Elite                                                                     | The Elite                                                         | Pin                                                               |                                                                   |                                                                 |                                                                 |  |  |                                 |                                 |                                 |  |
|  | La Facción Ingobernable (Andrade El Idolo, Dragon Lee i Rush)                 | La Facción Ingobernable (Andrade El Idolo, Dragon Lee i Rush)                 | The Elite                                                                     | The Elite                                                         | Pin                                                               | 20:50                                                             |                                                                 |                                                                 |  |  |                                 |                                 |                                 |  |
|  | La Facción Ingobernable (Andrade El Idolo, Dragon Lee i Rush)                 | La Facción Ingobernable (Andrade El Idolo, Dragon Lee i Rush)                 |                                                                               |                                                                   |                                                                   |                                                                   |                                                                 |                                                                 |  |  |                                 |                                 |                                 |  |
|  | The Elite (Kenny Omega, Matt Jackson i Nick Jackson)                          | The Elite (Kenny Omega, Matt Jackson i Nick Jackson)                          | Pin                                                                           |                                                                   |                                                                   |                                                                   |                                                                 |                                                                 |  |  |                                 |                                 |                                 |  |
|  | The Elite (Kenny Omega, Matt Jackson i Nick Jackson)                          | The Elite (Kenny Omega, Matt Jackson i Nick Jackson)                          | Pin                                                                           |                                                                   | The Elite                                                         | The Elite                                                         | Pin                                                             |                                                                 |  |  |                                 |                                 |                                 |  |
|  |                                                                               |                                                                               |                                                                               |                                                                   |                                                                   |                                                                   |                                                                 |                                                                 |  |  |                                 |                                 |                                 |  |
|  |                                                                               |                                                                               | "Hangman" Adam Page i The Dark Order (Alex Reynolds, John Silver)             | "Hangman" Adam Page i The Dark Order (Alex Reynolds, John Silver) | 19:50                                                             |                                                                   |                                                                 |                                                                 |  |  |                                 |                                 |                                 |  |
|  | House of Black (Malakai Black, Brody King i Buddy Matthews)                   | House of Black (Malakai Black, Brody King i Buddy Matthews)                   | "Hangman" Adam Page i The Dark Order (Alex Reynolds, John Silver)             | "Hangman" Adam Page i The Dark Order (Alex Reynolds, John Silver) | 19:50                                                             | 9:03                                                              |                                                                 |                                                                 |  |  |                                 |                                 |                                 |  |
|  | House of Black (Malakai Black, Brody King i Buddy Matthews)                   | House of Black (Malakai Black, Brody King i Buddy Matthews)                   |                                                                               |                                                                   |                                                                   |                                                                   |                                                                 |                                                                 |  |  |                                 |                                 |                                 |  |
|  | The Dark Order (Alex Reynolds, John Silver i Preston Vance)                   | The Dark Order (Alex Reynolds, John Silver i Preston Vance)                   | Pin                                                                           |                                                                   |                                                                   |                                                                   |                                                                 |                                                                 |  |  |                                 |                                 |                                 |  |
|  | The Dark Order (Alex Reynolds, John Silver i Preston Vance)                   | The Dark Order (Alex Reynolds, John Silver i Preston Vance)                   | Pin                                                                           |                                                                   | "Hangman" Adam Page i The Dark Order (Alex Reynolds, John Silver) | "Hangman" Adam Page i The Dark Order (Alex Reynolds, John Silver) | Pin                                                             |                                                                 |  |  |                                 |                                 |                                 |  |
|  |                                                                               |                                                                               |                                                                               |                                                                   | "Hangman" Adam Page i The Dark Order (Alex Reynolds, John Silver) | "Hangman" Adam Page i The Dark Order (Alex Reynolds, John Silver) | Pin                                                             |                                                                 |  |  |                                 |                                 |                                 |  |
|  |                                                                               |                                                                               | Best Friends                                                                  | Best Friends                                                      | 11:10                                                             |                                                                   |                                                                 |                                                                 |  |  |                                 |                                 |                                 |  |
|  | The Trustbusters (Ari Daivari, Parker Boudreaux i Slim J)                     | The Trustbusters (Ari Daivari, Parker Boudreaux i Slim J)                     | Best Friends                                                                  | Best Friends                                                      | 11:10                                                             | 10:32                                                             |                                                                 |                                                                 |  |  |                                 |                                 |                                 |  |
|  | The Trustbusters (Ari Daivari, Parker Boudreaux i Slim J)                     | The Trustbusters (Ari Daivari, Parker Boudreaux i Slim J)                     |                                                                               |                                                                   |                                                                   |                                                                   |                                                                 |                                                                 |  |  |                                 |                                 |                                 |  |
|  | Best Friends (Chuck Taylor, Trent Beretta i Orange Cassidy)                   | Best Friends (Chuck Taylor, Trent Beretta i Orange Cassidy)                   | Pin                                                                           |                                                                   |                                                                   |                                                                   |                                                                 |                                                                 |  |  |                                 |                                 |                                 |  |